# Asimilación de los Talyshes
La asimilación de los talysh es un proceso sociocultural en la República de Azerbaiyán (y su predecesora, la República Socialista Soviética de Azerbaiyán de la Unión Soviética) en el que los talysh dejan de identificarse como parte de la comunidad étnica y cultural talysh. La asimilación implica la identificación con la cultura, la religión, los ideales nacionales o políticos del medio asimilador o a través de matrimonios mixtos.

## Asimilación
La influencia de los procesos étnicos, principalmente el proceso de asimilación natural, en la evolución de la composición étnica de la población fue aún mayor que en el período anterior. La asimilación por parte de los azerbaiyanos de los pueblos de Shahdagh, Tats, Talysh y otros grupos contribuyó a aumentar el número absoluto de azerbaiyanos y su participación en la población total de la república. Por lo tanto, en el censo de 1959 y los censos posteriores, los talysh nombraron azerí como su lengua materna y a los propios azeríes. Sin embargo, parte de los talysh continuaron considerando al talysh como su lengua materna. Según el censo de 1897, 35.219 talysh vivían en el Imperio Ruso, y según el censo de 1926, había 77.039 talysh en la República Socialista Soviética de Azerbaiyán. De 1959 a 1989, los talysh no se incluyeron en ningún censo como un grupo étnico separado, pero se consideraron parte de los turcos azerbaiyanos, aunque los talysh hablan iraní. En 1999, el gobierno de Azerbaiyán declaró que solo había 76.800 talysh en la República de Azerbaiyán, pero se considera que este número es inferior al número real debido a los problemas con el registro como talysh. Algunos afirman que el número de talysh que habitan las regiones del sur de Azerbaiyán es de 500.000. Organizaciones internacionales como Washington Profile, Unrepresented Nations and Peoples Organisation y Radio Free Europe/Radio Liberty han expresado su preocupación por el arresto de Novruzali Mammadov, presidente del Centro Cultural Talish. y editor del periódico "Tolyshi Sado". Fue arrestado y condenado a 10 años por alta traición después de que su periódico publicara artículos que afirmaban que el poeta Nezamí Ganyaví y el líder del levantamiento antiárabe Bābak Khorramdin eran talysh (no azerbaiyanos, como se considera oficialmente en Azerbaiyán). El informe de la "Comisión Europea contra el Racismo y la Intolerancia" (ECRI) señala que en el contexto del cultivo de sentimientos anti-armenios en Azerbaiyán, también se expresan serias preocupaciones sobre la incitación al odio hacia la minoría talych. La ECRI observa con preocupación los casos de abuso de la ley contra miembros de minorías. Por ejemplo, el ex director del único periódico en talish "Tolyshi Sado", el activista de derechos humanos Hilal Mammadov, fue arrestado y acusado de posesión de drogas. Durante su detención, fue golpeado e insultado por motivos étnicos. Hilal Mammadov fue detenido después de publicar un video sobre la cultura Talysh en Internet, que ha sido visto más de 20 millones de veces. Leyla Yunus describió su arresto como un ejemplo de presión sobre los representantes de las minorías nacionales. Previamente, el ex director del mismo periódico Talysh, Novruzalli Mammadov, fue arrestado y murió en prisión.